# سبيل قاسم باشا

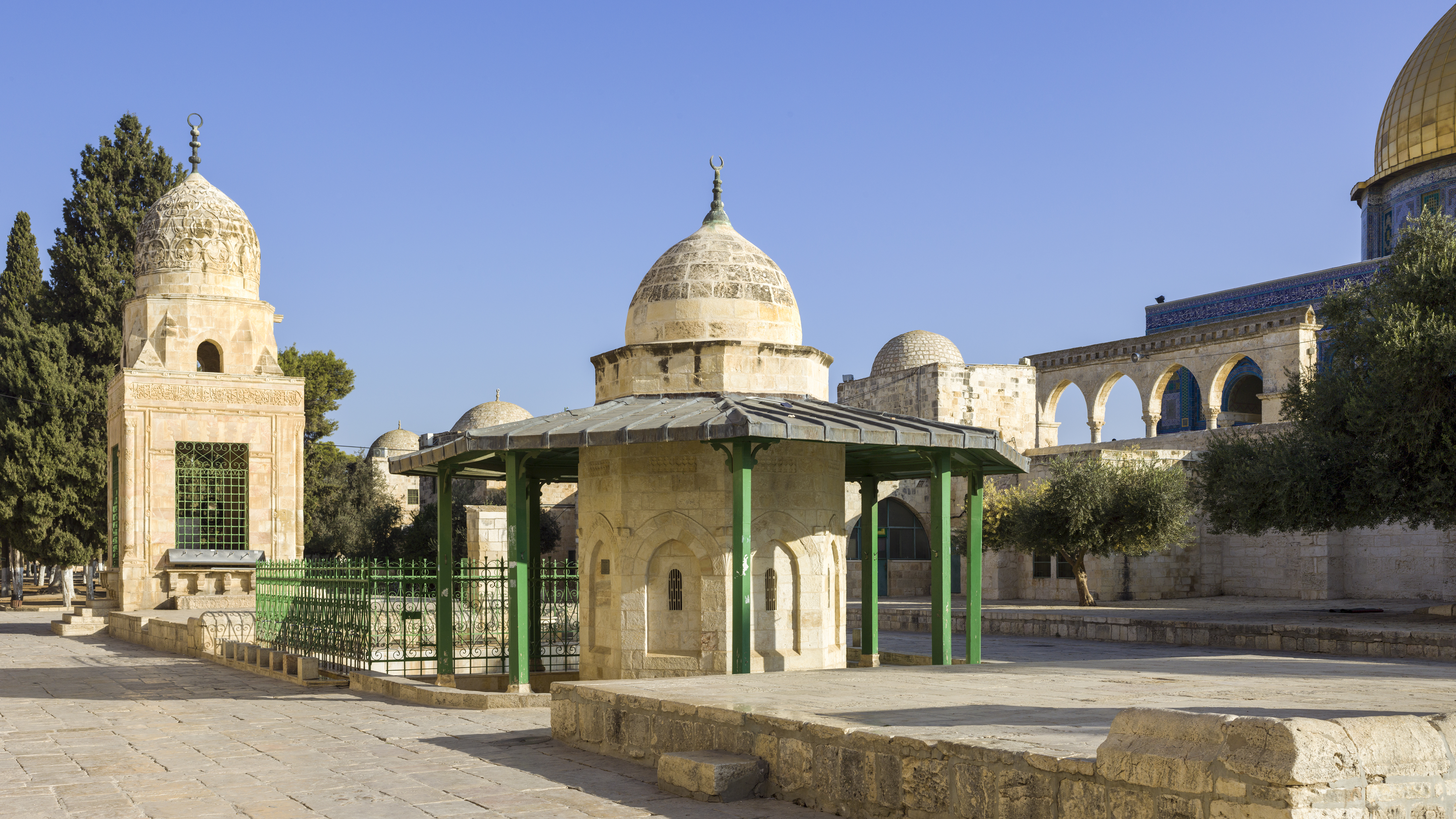
سبيل قاسم باشا

سبيل قاسم باشا ويعرف أيضا باسم سبيل النارنج أو سبيل الحبس أو سبيل باب المحكمة. هو سبيل للشرب، ويستخدم حالياً للوضوء والشرب. يقع في الباحة الغربية من المسجد الأقصى بالقرب من سبيل قايتباي في المدينة القديمة في القدس.

## التاريخ
تم بناء السبيل من قبل قاسم باشا، الحاكم العثماني للقدس في عام 1527 في عهد سليمان القانوني.

## الوصف
يتكون من ثمانية أضلاع مغطاة بطاقية خشبية دائرية الشكل لحماية المتوضئين من حرارة الصيف والأمطار في الشتاء. وفي أسفل كل ضلع من الأضلاع الثمانية حنفية ماء.